# Муцураєв Тимур Хамзатович
Тиму́р Хамза́тович Муцура́єв (чеч. Муцӏурийн Хьамзатан кӏант Тимур; нар. 25 липня 1976, Грозний, Чечено-Інгушська АРСР, СРСР) — відомий чеченський бард, учасник російсько-чеченських воєн, автор і виконавець власних пісень.

## Біографія
Народився 25 липня 1976 року в місті Грозний. Рід Муцураєва походить з чеченського села Нові Атаги. Закінчив середню школу № 30, з дитинства займався спортом. У 1991 році став чемпіоном Чечено-Інгушетії з карате. 
У грудні 1994 року, з початком Першої чеченської війни, вступив до лав руху опору, у складі якого воював на Центральному фронті Збройних сил ЧРІ. Після штурму Грозного перейшов в загін Руслана Гелаєва. Був важко поранений у селищі Сержень-Юрт.
У 2000 році покинув Чечню і переїхав до Азербайджану. До 2008 року декілька разів відвідував Україну. В тому ж році повернувся на батьківщину, проте закінчив музичну кар'єру і більше не займається музикою.
Автор і виконавець пісень, присвячених боротьбі чеченського народу за свою незалежність, іслам, а також пісень на побутові теми. У Муцураєва унікальний тембр голосу та щира й прониклива манера виконання. Співає свої пісні, у тому числі й російською мовою. Авторами деяких пісень, що їх виконував Тимур, є його друзі Аслан Яричев та Зелимхан Закарієв.

## Тимур Муцураєв і Росія
Міністерством юстиції Російської Федерації творчість Тимура Муцураєва частково внесена до списку заборонених екстремістських матеріалів. Не дивлячись на спроби виконавчої влади Росії обмежити росповсюдження пісень, це не мало великого успіху через велику популярність творчості Муцураєва.

## Дискографія
- 1995 — Добро пожаловать в ад
- 1996 — Гелаевский спецназ
- 1996 — Чечня в огне
- 1997 — Рай под тенью сабель
- 1998 — Иерусалим
- 1998 — Ты мусульманин (Единобожие)
- 1999 — Великий джихад
- 2000 — Двенадцать тысяч моджахедов
- 2001 — ИншAллах, сады нас ждут